# Polyrhachis leae
Polyrhachis leae é uma espécie de formiga do gênero Polyrhachis, pertencente à subfamília Formicinae.